# Борьба (колхоз)
Колхоз «Борьба» — передовое коллективное сельское хозяйство Пономарёвского сельсовета Переславского района Ярославской области.

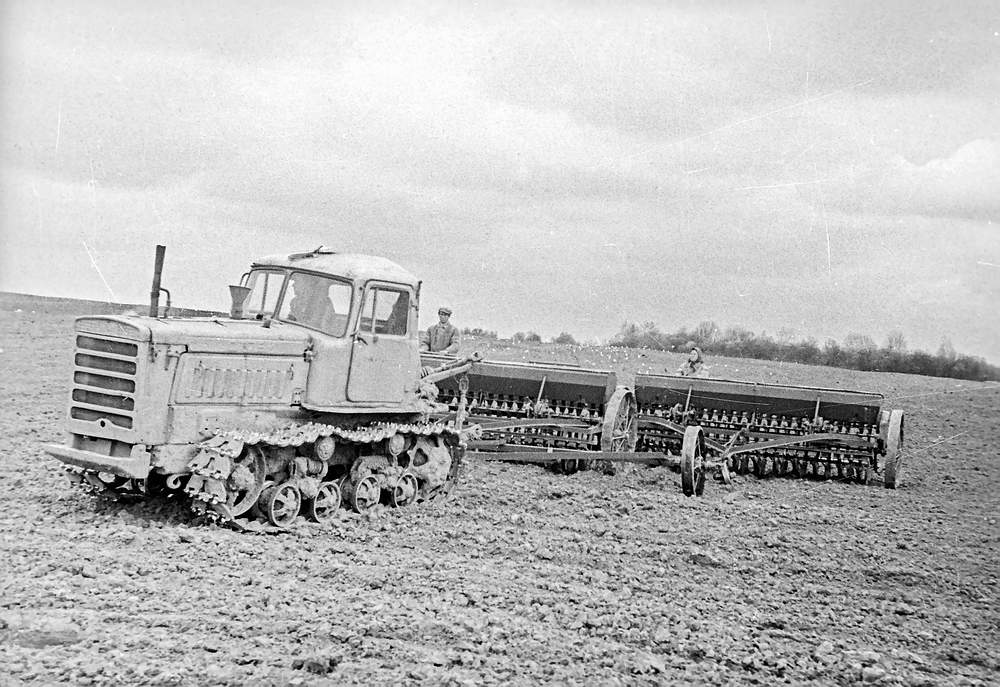
Трактор в колхозе

## Развитие колхоза
Колхоз создан в 1930 году. Он объединял село Большая Брембола, деревню Скулино и деревню Коротково, имел 1412 гектар земли, в числе которых 738 гектар пашни. Колхоз получил имя «Борьба», так как с самого начала «предполагалось, что будет большая борьба за то, чтобы вовлечь в колхоз всех крестьян села». По другой версии, имя «Борьба» означало, что колхозники боролись с кулаками и подкулачниками, с бесхозяйственностью частной усадьбы.
Колхоз поставлял государству молоко, мясо, шерсть и овощи. В колхозе «Борьба» применялась звеньевая система труда, что позволило резко сократить удельный расход трудодней. В колхозе работало семнадцать стахановских звеньев.
В годы Великой Отечественной войны крестьяне этого колхоза выстроили клуб на 200 мест со зрительным залом и библиотекой. В клубе занимались драматический, хоровой и струнный кружки, которые имели успех: их концерты и спектакли всегда собирали переполненный зал.
В 1947 году колхоз построил свинарник, два картофелехранилища, три новых избы для колхозников. Были приобретены трактор, клеверотёрка и картофелекопатель. Действовал собственный кирпичный завод, поэтому все хозяйственные постройки возводились на кирпичных фундаментах.
В 1970х годах переименован в Колхоз Прогресс  , ныне ЗАО Прогресс.

## Агротехника
Колхозники проявляли большую заботу об удобрениях. Ещё зимой они запасали конский и коровий навоз, золу и куриный помёт. В начале сезона автомобиль круглые сутки перевозил с государственного склада минеральные удобрения. Этими удобрениями был хлористый калий, суперфосфат и аммиачная селитра. Кроме того, поля удобрялись плодородным торфом.
Особой заботой колхозников всегда были окружены сортовые семена. Для их производства были заведены сортовые участки, урожай которых обмолачивали отдельно от других семян. Перед засыпкой в амбары зерно обеззараживали. Каждую неделю бригадиры и кладовщики проверяли семена ржи, пшеницы, овса на складе: какова их температура, влажность, нет ли поражения от мышей. Накануне весеннего сева контрольно-семенная лаборатория проверяла небольшие партии семян для того, чтобы точно знать их всхожесть.
Колхозный агроном Мыльников оказывал большую деловую помощь своим товарищам. За достигнутые трудовые победы указом Правительства агроном Мыльников награждён орденом Трудового Красного Знамени.
Но главный секрет успешной работы был в том, что крестьяне трудились добросовестно, с любовью к своей работе.

## Колхозные достижения
В 1947 году колхоз получил богатые, «сталинские» урожаи пшеницы и ржи. За это 57 колхозниц и колхозников артели удостоились орденов и медалей, в том числе трое — ордена Ленина (звеньевая М. А. Жижина, бригадир Г. А. Морозов и председатель Ф. А. Любавин). Право на дополнительную оплату трудодней получили 246 колхозников, которым было начислено 624 центнера хлеба.
В 1948 году урожайность колхоза достигла 34 центнеров зерна с гектара. Звеньевой (в 1935—1941 годах он был председателем колхоза) Василий Ефимович Привезенцев первым в Ярославской области удостоен звания Героя Социалистического Труда.
Начиная с 1949 года в колхозе был полный правильный севооборот с травосеянием на восемь полей. Потребности животноводства полностью удовлетворялись 160 гектарами колхозного клевера.
Уже в 1949 году в колхозе имелось 186 голов крупного рогатого скота, хотя по плану 1950 года следовало иметь всего лишь 180.